# Георг Ернст (Хенеберг-Шлойзинген)
Георг Ернст фон Хенеберг-Шлойзинген (на немски: Georg Ernst von Henneberg-Schleusingen) от Дом Хенеберг е последният княз-граф на Хенеберг-Шлойзинген (1543 – 1583).

## Биография
Роден е на 27 май 1511 година в Шлойзинген, Тюрингия. Той е четвъртият син на граф и господар Вилхелм IV фон Хенеберг (1478 – 1559) и съпругата му Анастасия фон Бранденбург (1478 – 1557), дъщеря на курфюрст Албрехт III Архилес фон Бранденбург (1414 – 1486) и принцеса Анна Саксонска (1437 – 1512).  Внук е на граф Вилхелм III фон Хенеберг-Шлойзинген (1434 – 1480) и на Маргарета фон Брауншвайг-Волфенбютел (1451 – 1509), дъщеря на херцог Хайнрих II фон Брауншвайг-Волфенбютел.
Георг Ернст е възпитаван в Кьонигсберг и в дворовете на Вилхелм фон Юлих (1455 – 1511) и на ландграф Филип фон Хесен (1504 – 1567). По-късно той е на императорска служба и се отличава в похода против турците през 1542 г., при който спасява живота на херцог Мориц от Саксония (1521 – 1553).
От 1543 г. е сърегент на баща си, през 1544 г. въвежда реформацията и го наследява през 1559 г. През 1577 г. той основава Хенебергската гимназия в Шлойзинген.
Умира на 27 декември 1583 година в село Хенеберг на 72-годишна възраст. След смъртта му покняженото Графство Хенеберг с неговата резиденция дворец Бертхолдсбург, според сключения довор от 1 септември 1554 г. с херцозите Йохан Фридрих II, Йохан Вилхелм I и Йохан Фридрих III Млади, се управлява заедно от наследниците на саксонските херцози от Ветинските Ернестини и Албертини.

## Фамилия
Георг Ернст се жени на 19 август 1543 г. в Мюнден за принцеса Елизабет фон Брауншвайг-Каленберг (* 8 април 1526; † 19 август 1566), дъщеря на херцог Ерих I фон Брауншвайг-Каленберг (1470 – 1540) и принцеса Елизабет фон Бранденбург (1510 – 1558), която като вдовица се омъжва през 1546 г. за по-малкия му брат граф Попо XII фон Хенеберг (1513 – 1574). Нейната зестра са 20 000 гулдена. Те имат един син (* 15 февруари 1552; † 9 май 1552), който умира преди кръщението. След 23 години тя умира.
Георг Ернст се жени втори път на 31 май 1568 г. в Щутгарт за принцеса Елизабет фон Вюртемберг (1548 – 1592), дъщеря на херцог Христоф фон Вюртемберг (1515 – 1568) и съпругата му Анна Мария фон Бранденбург-Ансбах (1526 – 1589). Тя е с 37 години по-млада от него. Бракът е бездетен.

## Галерия
- Граф Георг Ернст фон Хенеберг-Шлойзинген
- Дворец Бертхолдсбург в Шлойзинген
- Родословно дърво